# Битка код Павије (271)
Битка код Павије вођена је 271. године између римских снага под царем Аурелијаном са једне и Јутунга са друге стране.

## Битка
Јутунги су провалили у северну Италију, али их је у јануару 271. код Фана зауставио Аурелијан. Њихов покушај повлачења у домовину је спречен, када су римске трупе запосео кључне превоје преко Алпа. Јутунги су се тако нашли у клопци, те их је Аурелијан код Павије напао и потпуно уништио.
Ова битка је на дужи рок отклонила опасност од нових најезди и Аурелијану помогла да поврати ауторитет уздрман ранијим поразима. Такође је створила прилике да се позабави како гушењима устанка у самом Риму, тако и походима над одметнуто Палмирско царство на истоку и Галско царство на западу. Упркос победи, Аурелијан је постао свестан колико је сам град Рим угрожен варварским провалама, те је исте године наредио почетак градње Аурелијанових зидина.